# 城市恐怖主義
城市恐怖主義（英語：Urban terrorism）是指針對城市發動襲擊的恐怖主義，以造成最大程度的死傷及財物損失，由於城市的人口密度明顯高於鄉郊地區，在城市發動恐怖襲擊可取得最大的殺傷效果，並且可造成城市居民恐慌，從而影響經濟活動的進行，以達到發動恐怖襲擊的目的。美國生物化學教授兼科幻小說作家艾萨克·阿西莫夫在1970年代曾經預言「城市恐怖主義」將會興起，他把分析和見解寫進他於1979年出版的書籍《災變的選擇》（英語：A Choice of Catastrophes），此後在城市發生的恐怖襲擊的頻度亦有增加的趨勢，其中在2001年發生世貿大樓被客機撞毀倒塌的911事件，於2005年發生的倫敦七七爆炸案均被認為是近代城市恐怖主義的標誌性事件。

## 事例

### 1967年香港炸彈浪潮
1967年5月香港發生六七暴動，鬥委會於7月發動炸彈襲擊浪潮，在香港各區放置及投擲大量真假炸彈，連串炸彈襲擊使恐怖氣氛籠罩香港，同年12月港府大致將炸彈浪潮平息，期間共有8,074件懷疑爆炸品，其中有1,167個是真炸彈，亦即彈丸之地的香港平均每日有4個真炸彈及30多件懷疑爆炸品被發現或爆炸，最早的一件爆炸品於1967年6月初被放置在北角電車總站試爆，顯然是將市民大眾視作襲擊目標，屈地街電車總站之後也遭到炸彈襲擊，持續5個多月的炸彈浪潮有15人被炸死，包括7名無辜市民，當中有3名死者是兒童，並有數百名市民被炸傷，部分市民因而永久失明或殘障，史丹福大學胡佛研究所陳明銶教授等學者均指出香港六七暴動的炸彈浪潮開創城市恐怖主義的先河。

### 1993年紐約世界貿易中心爆炸案
1993年2月26日，一輛停泊在美國紐約世界貿易中心北塔地下停車場的汽車，車上裝有680公斤炸藥發生爆炸，造成6人死亡，1,042人受傷。

### 2001年美國911襲擊事件
2001年9月11日上午，美國本土發生一系列自殺式恐怖襲擊，阿爾蓋達組織的19名恐怖份子劫持4架民航客機，其中兩架客機分別衝撞紐約世界貿易中心的一號大樓（北塔）及二號大樓（南塔），這兩座高樓均在兩小時內發生漸進式倒塌，並導致臨近的其他建築被毀壞，另有劫機者迫使第三架飛機撞向位於維珍尼亞州阿靈頓縣的美國國防部五角大廈，當天的襲擊包括施襲者在內共有2,996人死亡，超過6,000人受傷。

### 2005年倫敦連環炸彈襲擊
2005年7月7日早上交通尖峰時間，英國倫敦連環發生至少7次爆炸案，數個地鐵站及數輛巴士有炸彈發生爆炸，共造成56人死亡（包括4名施襲者），傷者逾百人。